# 帕斯河

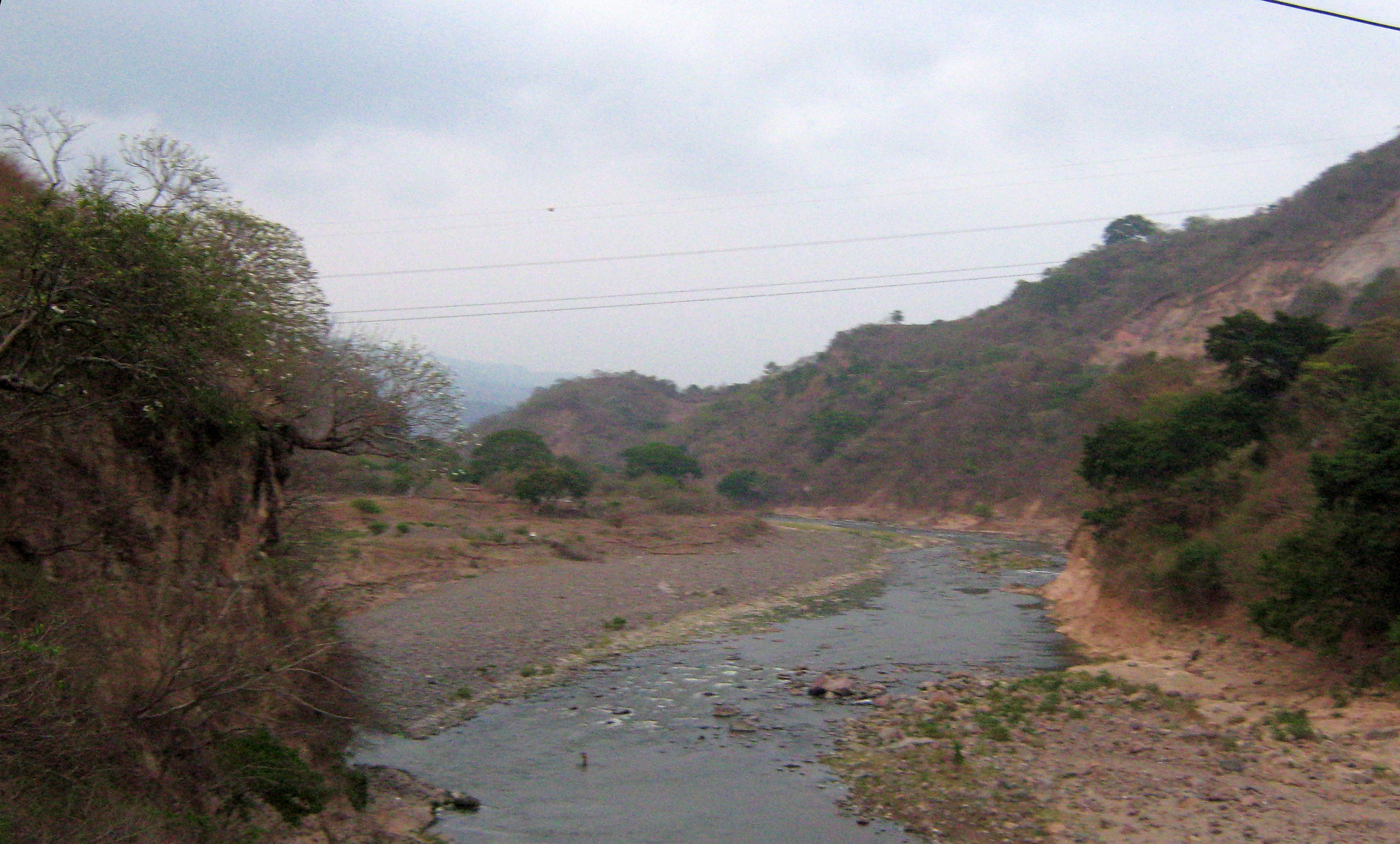
帕斯河

帕斯河（西班牙語：Río Paz）是中美洲的河流，流经危地馬拉和薩爾瓦多，河道全長134公里，流域面積1,732平方公里，最終注入太平洋，平均流量每秒23.2立方米。